# یوان-رون شن
 یوان-رون شن (انگلیسی: Yuen-Ron Shen؛ زاده ) یک فیزیک‌دان اهل ایالات متحده آمریکا است.